# Railroaded!
Railroaded! is een Amerikaanse film noir uit 1947 onder regie van Anthony Mann.

## Verhaal
Duke Martin schiet per ongeluk een politieagent dood tijdens een geënsceneerde overval. Hij knoeit met de sporen, waardoor de politie de onschuldige Steve Ryan gaat verdenken. Terwijl de politie Steve ondervraagt, schakelt Duke enkele ooggetuigen uit. De zus van Steve gaat intussen zelf op zoek naar de dader.

## Rolverdeling
| Acteur           | Personage                 |
| ---------------- | ------------------------- |
| John Ireland     | Duke Martin               |
| Sheila Ryan      | Rosie Ryan                |
| Hugh Beaumont    | Brigadier Mickey Ferguson |
| Jane Randolph    | Clara Calhoun             |
| Ed Kelly         | Steve Ryan                |
| Charles D. Brown | Commandant MacTaggart     |
| Clancy Cooper    | Rerchercheur Jim Chubb    |
| Peggy Converse   | Marie Weston              |
| Hermine Sterler  | Mevrouw Ryan              |
| Keefe Brasselle  | Cowie Kowalski            |
| Roy Gordon       | Jackland Ainsworth        |